# Véretz
Véretz település Franciaországban, Indre-et-Loire megyében. Lakosainak száma 4682 fő (2022. január 1.). Véretz Azay-sur-Cher, Esvres, Larçay és Montlouis-sur-Loire községekkel határos.

## Népesség
A település népessége az elmúlt években az alábbi módon változott:
| Lakosok száma | 1009 | 2313 | 2709 | 3829 | 4388 | 4383 | 4496 | 4570 | 4590 | 4682 |
|               | 1968 | 1982 | 1990 | 2006 | 2013 | 2015 | 2017 | 2019 | 2020 | 2022 |